# Bulbophyllum ventriosum
Bulbophyllum ventriosum là một loài phong lan thuộc chi Bulbophyllum.